# Aselliscus tricuspidatus
Aselliscus tricuspidatus е вид прилеп от семейство Подковоносови (Rhinolophidae). Видът не е застрашен от изчезване.

## Разпространение
Разпространен е във Вануату, Индонезия, Папуа Нова Гвинея и Соломонови острови.

## Описание
Теглото им е около 4,1 g.
Популацията на вида е стабилна.